# Buffalo (Észak-Karolina)
Buffalo város az USA Észak-Karolina államában. Lakosainak száma 1365 fő (2020. április 1.).

## Népesség
A település népességének változása:

| 2010 | 1 192 |
| 2020 | 1 365 |